# Schlager-SM 1994: TV3:s melodifestival
Ej att förväxla med Melodifestivalen 1994.
Schlager-SM 1994 var en musiktävling som hölls i Karlstad och direktsändes av TV3 kl 20:00-22:00, dagen efter  den ordinarie Melodifestivalen. Bert Karlsson tog initiativet som en reaktion på den dåliga kvalitén på bidragen i årets melodifestival och tävlingen bestod av låtar som tidigare hade ratats av melodifestivalens urvalsjury.
Vinnare blev "Viva Fernando Garcia" med Jenny Öhlund som dessutom hade körat bakom Nick Borgen i Melodifestivalen kvällen innan.
Pausunderhållning var Sven-Ingvars.

## Första omgången
I första omgången kunde tittarna telefonrösta på samtliga bidrag och de fem som fick flest röster gick vidare till finalomgången.
| Nr | Artist                                           | Låt                     | Upphovsmän                                                                 | Anmärkning |
| -- | ------------------------------------------------ | ----------------------- | -------------------------------------------------------------------------- | ---------- |
| 1  | Thor-Erics                                       | "Som en ängel i natten" | Text: Hasse Skoog Musik: Martin Klaman & Tommy Gjers                       | Utslagen   |
| 2  | Pernilla Emme                                    | "Tro på mig"            | Text & musik: Björn Johnsson & Martin Klaman                               | Till Final |
| 3  | Niclas Amran                                     | "Innan du går"          | Text & musik: Pierre Breidensjö                                            | Utslagen   |
| 4  | Ann-Cathrine Wiklander & Keith Almgrens orkester | "Som en dröm"           | Text: Keith Almgren Musik: Jan Johansson                                   | Utslagen   |
| 5  | Jenny Öhlund                                     | "Viva Fernando Garcia"  | Text: Kaj Svenling Musik: Bert Månsson                                     | Till Final |
| 6  | Anna Book                                        | "Casanova"              | Text: Martin Contra & Carl Rox Musik: Martin Contra, Carl Rox & Hasse Jazz | Utslagen   |
| 7  | Björn Hedström & Lotta Arturén                   | "Det finns i dej"       | Text & musik: Pierre Breidensjö                                            | Till Final |
| 8  | Anneli Axson                                     | "En bland miljoner"     | Text & musik: Anders Dannvik & Per Andreasson                              | Till Final |
| 9  | Umberto Marcato                                  | "Segla iväg"            | Text & musik: Torgny Söderberg                                             | Utslagen   |
| 10 | Lisbet Jagedal & Olle Hallstedt                  | "Himlen är nära"        | Text: Kaj Svenling Musik: Bobby Ljunggren & Håkan Almqvist                 | Till Final |

## Finalen
I finalomgången delades landet upp i fem områden med ungefär lika många invånare. I varje område omvandlades telefonrösterna till poäng enligt skalan 2, 4, 6, 8 och slutligen 10 poäng till bidraget som fick flest röster. 

### Poäng och placeringar
| Nr | Bidrag                  | A  | B  | C  | D  | E  | Summa | Plac. |
| -- | ----------------------- | -- | -- | -- | -- | -- | ----- | ----- |
| 2  | "Tro på mig"            | 6  | 8  | 4  | 4  | 2  | 24    | 4     |
| 5  | "Viva Fernando Garcia " | 10 | 10 | 10 | 10 | 10 | 50    | 1     |
| 7  | "Det finns i dej"       | 2  | 2  | 2  | 2  | 4  | 12    | 5     |
| 8  | "En bland miljoner"     | 4  | 6  | 8  | 8  | 6  | 32    | 2     |
| 10 | "Himlen är nära"        | 8  | 4  | 6  | 6  | 8  | 32    | 2     |

### Områden
- A: Norrland & Bergslagen
- B: Östra Mellansverige & Gotland
- C: Stockholm
- D: Västsverige (Falkenberg)
- E: Södra och sydöstra Sverige & Öland (Kalmar)